# Wonder Woman (film, 1974)
Wonder Woman je americký fantastický kriminální film z roku 1974, který natočil Vincent McEveety volně podle motivu komiksových příběhů o Wonder Woman. Titulní postavu ztvárnila Cathy Lee Crosby. Televizní snímek, který byl zamýšlen jako pilot pro seriál, měl premiéru 12. března 1974 na stanici ABC. Vzhledem k tomu, že sledovanost filmu nedosáhla očekávaných čísel, ABC si seriál neobjednala a místo toho začala s Warner Bros. pracovat na odlišném konceptu Wonder Woman, ze kterého následující rok vznikl stejnojmenný seriál v hlavní roli s Lyndou Carter.

## Příběh
Diana Prince, alias Wonder Woman, pomáhá agentovi Stevu Trevorovi v pronásledování zločince Abnera Smithe, který ukradl soubor záznamů s utajovanými informacemi o amerických vládních agentech.

## Obsazení
- Cathy Lee Crosby jako Diana Prince / Wonder Woman
- Kaz Garas jako Steve Trevor
- Andrew Prine jako George Calvin
- Ricardo Montalban jako Abner Smith